# 京都民報
京都民報（きょうとみんぽう）は、株式会社京都民報社が発行する週刊新聞である。「週刊しんぶん 京都民報」。
日本共産党京都府委員会の機関紙の側面を持つ。京都府の社会・地方政治などを「民主 ･ 革新陣営」の立場で、関連諸団体の告知・情報も取り上げる。

## 新聞データ
- 週一回発行
- 京都府内は戸別配達（宅配）
- 購読料：月額600円
  - 郵送の場合は別途郵送料
- 申し込み方法
  - 京都民報社又は日本共産党の京都府内の事務所（地区委員会など）へ電話や郵便で申し込める他、京都民報社公式ウェブサイトの送信フォームから申し込める。

## 過去記事・写真データベース
2007年（平成19年）には過去の記事や連載、写真を検索しダウンロードできるデータベースサービス「京都民報アーカイブ」の提供を開始。
インターネットから利用可能。誌面掲載されていない写真もダウンロードできるのが特徴。創刊当時の記事や写真は少しずつ公開されている。

## 紙面・論調
連載
- 京の菓子暦
- 京のお人形（連載終了）
- 【web小説】限りなく 波はグレー[1]

## 印刷工場
- 関西共同印刷所

## 出身著名人
- 寺園敦史 - 元記者。『同和利権の真相』著者でフリージャーナリスト。